# Hans Niehaus
Hans Niehaus (* 1953 in Warendorf) ist ein deutscher Komponist und Gymnasiallehrer. 

## Leben
Hans Niehaus studierte Deutsch, Musik, Darstellendes Spiel und Bewegungswissenschaften in Köln und Freiburg. Hans Niehaus lebt in Lübeck. Dort arbeitet er als Gymnasiallehrer und Komponist. Unter anderem komponiert er Kammermusik und Jazz. Bei seinen Kompositionen legt er den Schwerpunkt häufig auf Kindertheater und Kinderlieder. Bei den Nordischen Filmtagen in Lübeck tritt er häufig als Stummfilmbegleiter am Klavier auf.
Hans Niehaus war für mehrere Jahre als internationaler Lehrer in Bethlehem tätig. Zum Schuljahr 2013/2014 kehrte er zum Carl-Jacob-Burckhardt-Gymnasium zurück. Nach seiner Rückkehr begann er mit der Erarbeitung von Kinderliedern mit der Figur des „Bonobo“, die das Vermitteln von Deutsch als Fremdsprache unterstützen soll. Ein Buch dazu erschien in Zusammenarbeit mit seiner Frau Heidi Niehaus 2015 im erfindenker Verlag.

## Werke

### Musicals
- Der kleine Tag. Musical von Wolfram Eicke, Hans Niehaus und Rolf Zuckowski, als CD (Polydor/Universal 1999) und Klavieralbum, Orchesterpartitur, Band-Set, Playback-CD und Textbuch (Sikorski Musikverlag 1999). Wolfram Eicke wurde 2012 für dieses Werk stellvertretend für alle Mitwirkenden mit einer Goldenen Schallplatte ausgezeichnet.[3]
- Traue deinen Augen nicht. (Musical mit Wolfram Eicke), ein Variété für Marionetten, 14 Jahre lang regelmäßig aufgeführt im Lübecker Marionettentheater (1988 bis 2003).
- Das silberne Segel. Musical (Eicke/Niehaus), CD 2006 bei Sony BMG, Klavieralbum im Bosworth Musikverlag, Berlin 2007.